# Mechanische versterker
Een mechanische versterker is een apparaat dat mechanische grootheden als kracht, moment, verplaatsing, druk, enz. versterkt of vergroot.

## Voorbeeld 1 van een mechanische versterker voorkracht: een kniehefboom
De verticale kracht "V" is in evenwicht met de tegenkracht "F" in de stangen. De rechterstang is verankerd, de linkerstang is verbonden aan een blok dat op zijn plaats wordt gehouden door kracht "H". De hoek α is bij voorkeur kleiner dan 5°. De ratio "H/V" geeft de mechanische versterking MV aan.
In de vergelijkingen is de wrijving aan het blok links (geïllustreerd door kracht "N") buiten beschouwing gelaten. Zo ook de wrijvingskrachten in de scharnieren. De wrijving in de scharnieren zal minder invloed hebben bij een grote verhouding 'stanglengte/scharnierpendiameter'. In dat laatste geval gaan bijvoorbeeld materiaaleigenschappen een grotere rol spelen.
Voor de mechanische versterking geldt - zie bijgaande figuur - 
{\displaystyle MV={\frac {H}{V}}={\frac {1}{2\tan \alpha }}}
Voor kleine hoeken is {\displaystyle \tan \alpha =\alpha } met α in radialen, zodat dan bij benadering geldt (1 radiaal = 57,3°)
{\displaystyle MV={\frac {H}{V}}={\frac {28{,}6}{h}}}
met h de hoek α in graden.
| Hoek α | Mechanische versterking MV |
| ------ | -------------------------- |
| 0,5°   | 57,3                       |
| 1°     | 28,6                       |
| 2°     | 14,3                       |
| 3°     | 9,5                        |
| 5°     | 5,7                        |

## Voorbeeld 2 van een mechanische versterker voorkracht: eenhefboom
De balk in het plaatje is in statisch evenwicht rond het draaipunt. Dat is zo omdat het krachtenmoment als gevolg van de vectorkracht "A" (linksom, moment A*a) in evenwicht is met het krachtenmoment als gevolg van de vectorkracht "B" (rechtsom, moment B*b). De relatief lage vectorkracht "B" is in evenwicht met de relatief hoge vectorkracht "A". De ratio tussen deze twee krachten is A : B. Deze ratio is gelijk aan de ratio van de afstanden van de krachten tot het draaipunt, b : a. De hoeveelheid mechanische versterking is gelijk aan deze ratio. In dit voorbeeld wordt geen rekening gehouden met wrijving. 